# علي بن عيسى
علي بن عيسى وإسمه الحقيقي عيسى محمد بن طالب الفرقاني ولد في جيجل  الجزائر، وهو أحد الضباط المفضلين في خدمة أحمد باي، باي قسنطينة في وقت احتلال الجزائر من طرف فرنسا في عام 1830. أصبح نوع من « الوزير الأول » للباي، أعلى شخصية في البايلك. دافع عن قسنطينة بقوة خلال الحصار الأول والثاني للمدينة.

## سيرة

### أصول عائلته وشبابه
علي بن عيسى هو من أصل أمازيغي[بحاجة لمصدر] من قبيلة بني فرقان. وهو ابن عيسى محمد الفرقاني، الذي كان على رأس عدة قبائل.
في شبابه ترعرع في بلاط أحمد باي وهو كرغلي، باي قسنطينة. حتى عمر 25 عاما، كان علي بن عيسي يعمل كصانع سلاح، ثم انضم إلى وحدة زواوة في خدمة الباي.

### البدايات في خدمة باي أحمد
أحمد باي، الذي أصبح رئيس بايلك قسنطينة، لاحظ صفاته كجندي وعهد له بأساطبلته، وهو علامة على ثقة كبيرة. تسلق بن عيسى السلم بسرعة.
وأحد أولى وظائفه السياسية هو منصب فائد العواسي، الذي يمنحه مسؤوليات إدارية وقضائية ومالية.

### سقوط بون (عنابة)
الجنرال سافاري، دوق روفيغو، القائد العام للقوات الفرنسية في الجزائر من ديسمبر 1831، يحاول أيضا إطاحة أحمد باي، ولهذا الدعم إبراهيم باي، ابن الشيخ الصحراوي فرحات بن سعيد، عين ( نظريا) باي قسنطينة من قبل مصطفى بومزراق في عام 1830.
في أوائل عام 1832، أرسل أحمد باي علي بن عيسي وقواته بوني لحشد سكان المدينة لقضيته ومنع الاحتلال من قبل القوات الفرنسية. تمكنت مجموعة من الجنود تحت قيادة القبطان إدوارد بويسون أرماندي وجوزيف فانتيني المعروف باسم يوسف من اقتحام المدينة بعد عدة هجمات فاشلة.

## مذكرات ومراجع
1. ↑  Revue de Paris (بالفرنسية). Meline, Cans. 1842. Archived from the original on 2019-12-10.